# Miloš Vesić
Miloš Vesić (Милош Весић; sinh 23 tháng 7 năm 1989) là một cầu thủ bóng đá Serbia, chơi ở vị trí thủ môn.

## Danh hiệu
Sao Đỏ
- Serbian SuperLiga (1): 2013–14
- Cúp bóng đá Serbia (1): 2011–12